# Swan Rebbadj
Swan Rebbadj (Francia, 15 de enero de 1995) es un jugador profesional francés de rugby que se desempeña en la posición de segunda línea en Rugby Club Toulonnais, equipo perteneciente a la liga Top 14.

## Carrera
Rebbadj es un jugador de formación francesa (JIFF). Comenzó su carrera deportiva con el equipo RC Port-de-Bouc, en el cual jugó cinco temporadas (2007-2012), después pasó a Rugby Club Toulonnais, donde lleva jugando doce temporadas.